# Vivianiaceae
Vivianiaceae es una familia de plantas fanerógamas con 4 géneros perteneciente al orden Geraniales.

## Descripción
Son plantas herbáceas leñosas en la base, entre subarbustos o arbustos.
Las hojas suelen estar dispuestas de manera opuesta. Las láminas de las hojas son simples y ovadas con la base en forma de cuña o de corazón o pinnadas. Los bordes de las hojas son lisos o con muescas toscas, rara vez curvados hacia abajo. Los estomas son anomocíticos. Faltan estipulaciones. Las hojas se concentran en verticilos debajo de los tallos de las inflorescencias. Las inflorescencias terminales se ramifican o forman racimos que pueden contener un número de flores sueltas, más o menos densas o, a menudo, pueden reducirse a dos o tres o, a veces, solo una flor. Los tallos de las flores suelen ser largos.
Las flores son hermafroditas y radialmente simétricas y cuádruples o quíntuples. Los cuatro o cinco sépalos son enteros con un extremo superior puntiagudo o arista. Los pétalos, normalmente de cuatro o cinco colores amarillos, blancos o rosados, se dividen en uñas y placas; pueden faltar. La placa es obovada-lanceolada a ampliamente circular u obovada-cordada. Rara vez hay cinco, generalmente dos círculos, cada uno con cuatro o cinco estambres libres; donde los de un círculo son más largos que los del otro círculo. Los estambres a veces tienen un par de apéndices en su base. Las anteras se abren con una hendidura longitudinal. Los granos de polen son esféricos y miden entre 23 y 40 µm de largo. Rara vez dos o generalmente tres carpelos están fusionados a un ovario superior, rara vez dos o generalmente tres cámaras, que rara vez tiene dos o generalmente tres lóbulos y contiene uno o dos óvulos campilotrópicos en cada cámara del ovario. Si hay un estilo, es sólo corto. Las ramas cicatriciales secas y bien recurvadas.
Los frutos de la cápsula se abren hacia el tabique = septicicida. El endospermo es espeso y aceitoso en Viviania o fino y carnoso en Balbisia. El embrión bien desarrollado es curvo.

## Sistemática
El nombre Vivianiaceae fue publicado por primera vez en 1836 por Johann Friedrich Klotzsch en comentarios sobre las Geraniaceae y sus relaciones en la revista Linnaea, volumen 10, págs. 425–439. El nombre Vivianiaceae  se conservó en vez de Ledocarpaceae.
Hay hallazgos de fósiles del grupo familiar de Vivianiaceae y Francoaceae. Su valoración en relación con la sistemática del orden Geraniales y su evolución persiste objeto de controversia.
Las familias del orden Geraniales y también de la familia Vivianiaceae o tribu Vivianieae  son objeto de debates controvertidos. Mientras que en APG III 2009 existe la familia Vivianiaceae, en APG IV 2016 sus géneros se encuentran en la familia Francoaceae. 
Los géneros de la familia Ledocarpaceae : Balbisia.  , ledocarpone, Rhynchoteca, Wendtia  fueron ubicados en la familia Vivianiaceae en APG III 2009. 
El rango aceptado desde 2016 es tribu Vivianieae dentro de la familia Francoaceae. Algunos sinónimos de Vivianieae  son: Ledocarpaceae, Rhyncothecaceae, Vivianiáceas .
En 2016, hay de dos a cuatro géneros en la tribu Vivianieae con alrededor de 17 especies: 
- Balbisia  (sin.: Cistocarpus , Dematophyllum , Hiperum , Ledocarpon , ledocarpo  ort.var., Martiniera , wendtia  ): Las aproximadamente diez especies están muy extendidas en América del Sur desde Perú, pasando por Bolivia, hasta Chile y Argentina, y se extienden hasta el extremo sur de América del Sur.  El número básico de cromosomas es x = 9. [2]
- Viviania  (sin.: Araeoandra, Caesarea, Cissarobryon, linostigma, Macrea, xeropétalo): Las aproximadamente siete especies están muy extendidas en América del Sur, desde Brasil hasta Argentina y Chile.[8] El número básico de cromosomas es x = 7. [2]

La posición de los géneros individuales dentro del orden Geraniales es objeto de controversia. Algunos autores pueden pertenecer a esta tribu:
- Rhynchotheca  (Sin.: Rhyncothelia  ort.var., Aulacostigma  ) : A veces se clasifica en la familia Geraniaceae . Sólo hay un tipo:
  - Rhynchotheca spinosa: Ocurre en Ecuador y Perú.